# Andrés Flores
Andrés Alexander „Ruso” Flores Mejía (ur. 31 sierpnia 1990 w San Salvador) – salwadorski piłkarz z obywatelstwem amerykańskim występujący na pozycji ofensywnego pomocnika, reprezentant Salwadoru.

## Kariera klubowa
Flores jest wychowankiem szkółki piłkarskiej Academia La Chelona prowadzonej przez byłego reprezentanta kraju, Jaime Rodrígueza. Jako szesnastolatek podpisał umowę z argentyńskim zespołem Club Atlético River Plate ze stołecznego Buenos Aires, którego barwy reprezentował przez trzy sezony, lecz nie potrafił przebić się do pierwszej drużyny i występował jedynie w rezerwach. W połowie 2009 roku powrócił do ojczyzny, zostając zawodnikiem AD Isidro Metapán, gdzie od razu wywalczył sobie pewne miejsce w wyjściowej jedenastce. Premierowe gole w Primera División de Fútbol Profesional strzelił 7 kwietnia 2010 w wygranej 4:0 konfrontacji z FAS, kiedy to dwukrotnie wpisał się na listę strzelców. W tych samych rozgrywkach, Clausura 2010, zdobył z Isidro Metapán tytuł mistrza Salwadoru i sukces ten powtórzył również pół roku później, podczas jesiennego sezonu Apertura 2010. Trzecie mistrzostwo kraju zanotował podczas fazy Apertura 2011, wciąż będąc kluczowym ofensywnym graczem zespołu prowadzonego przez Edwina Portillo. Kilkakrotnie, jednak bez większych sukcesów, brał udział w Lidze Mistrzów CONCACAF.
W styczniu 2012 Flores był testowany w kilku klubach skandynawskich; ostatecznie został wypożyczony na okres dwunastu miesięcy do duńskiego drugoligowca Viborg FF. Tam z powodu kontuzji zdołał rozegrać tylko jedno spotkanie, a po upływie roku powrócił do Isidro Metapán.

## Kariera reprezentacyjna
W 2007 roku Flores został powołany do reprezentacji Salwadoru U-17 na Młodzieżowe Mistrzostwa Ameryki Północnej, gdzie zdobył bramkę w spotkaniu z Meksykiem (2:2), zaś jego zespół zajął ostatnie miejsce w grupie, nie kwalifikując się na Mistrzostwa Świata U-17 w Korei Południowej. W 2009 roku wystąpił w trzech spotkaniach reprezentacji Salwadoru U-20 na Młodzieżowe Mistrzostwa Ameryki Północnej, gdzie strzelił gola w meczu z Hondurasem (2:2), a jego ekipa odpadła z turnieju już w fazie grupowej. W 2010 roku znalazł się w składzie reprezentacji Salwadoru U-23 na Igrzyska Ameryki Środkowej i Karaibów. Wystąpił wówczas w dwóch meczach rundy kwalifikacyjnej, ani razu nie wpisując się na listę strzelców i pełnił rolę podstawowego gracza. Właściwy turniej piłkarski nie odbył się jednak z powodu sprzeciwu CONCACAF. W 2012 roku brał udział w turnieju kwalifikacyjnym do Igrzysk Olimpijskich w Londynie, wcześniej notując występy w eliminacjach do niego. Tam również miał pewne miejsce w składzie, rozegrał wszystkie cztery spotkania od pierwszej do ostatniej minuty i zdobył trzy bramki w fazie grupowej – dwie z Kubą (4:0) i jedną z USA (3:3). Jego drużyna odpadła ostatecznie w półfinale i nie zdołała dostać się na olimpiadę.
W seniorskiej reprezentacji Salwadoru Flores zadebiutował za kadencji meksykańskiego selekcjonera Carlosa de los Cobosa, 19 marca 2008 w przegranym 0:1 meczu towarzyskim z Trynidadem i Tobago. W 2011 roku znalazł się w składzie na turniej Copa Centroamericana, gdzie rozegrał wszystkie pięć spotkań, zaś jego kadra zajęła ostatecznie czwarte miejsce. Kilka miesięcy później został powołany przez trenera Rubéna Israela na Złoty Puchar CONCACAF, gdzie zanotował wszystkie cztery spotkania, nie wpisując się na listę strzelców, a Salwadorczycy zakończyli swój udział w rozgrywkach na ćwierćfinale. W styczniu 2013 wziął udział w kolejnym Copa Centroamericana, na którym jednak nie wystąpił w żadnym meczu, a jego drużyna zajęła trzecią lokatę w turnieju.